# أنتوني فافر
أنتوني فافر (1 فبراير 1984 سويسرا - ) هو لاعب كرة قدم سويسري، يلعب كحارس مرمى.

## مسيرته

### مسيرته مع الأندية
- 2001 - 2004 لعب مع نادي سيرفيت 10 مباريات.
- 2004 - 2006 لعب مع نادي باولم 47 مباراة.
- 2006 - 2013 لعب مع نادي لوزان 184 مباراة.
- 2013 - 2014 لعب مع نادي ويل 33 مباراة.

## روابط خارجية
- أنتوني فافر على موقع قاعدة بيانات كرة القدم.إي يو (الإنجليزية)
- أنتوني فافر على موقع Soccerway.com (الإنجليزية)
- أنتوني فافر على موقع عالم كرة القدم.نت (الإنجليزية)
- أنتوني فافر على موقع AS.com (الإسبانية)